# Mario Runco
Mario Runco Jr. (New York, 26 januari 1952) is een voormalig Amerikaans ruimtevaarder. Runco zijn eerste ruimtevlucht was STS-44 met de spaceshuttle Atlantis en vond plaats op 24 november 1991. Tijdens de missie werd een satelliet van het Defense Support Program (DSP) in een baan rond de aarde gebracht.
Runco maakte deel uit van NASA Astronaut Group 12. Deze groep van 15 astronauten begon hun training in juni 1987 en werden in augustus 1988 astronaut. In totaal heeft Runco drie ruimtevluchten op zijn naam staan. Tijdens zijn missies maakte hij één ruimtewandeling. In 2002 verliet hij NASA en ging hij als astronaut met pensioen. 